# Gaandowanang
Gaandowanang, nekadašnje selo Seneca Indijanaca, jednog plemena iz saveza Irokeza, koje se nalazilo na rijeci Genesee blizu dasnašnjeg Cuylervillea, u američkoj državi New York. Američki lingvist Hewitt, dijelom Irokez, ovo ime prevodi kao “it is a great tree”, a dolazi od Gă′-än-do-wǎ-näⁿñ, pa je nazivano i Big Tree. 
Ostala imena njegove su razne varijante: Kanwagen, Chenondoanah, Gä-un-do′-wä-na.